# Plavání na otevřené vodě na mistrovství světa v plaveckých sportech 2019
Závody v plavání na otevřené vodě na mistrovství světa v plaveckých sportech za rok 2019 proběhly v Kwangdžu, Jižní Korea 13. až 29. července 2019.

## Česká stopa
Česko reprezentovali 4 závodníci.
V závodě na 5 km žen startovalo 54 závodnic – Alena Benešová (*1998) z KPSP Kometa Brno obsadila dělené 25. místo a Lenka Štěrbová (*1994) z SCPA Pardubice 36. místo. V plaveckém maratonu na 10 km žen startovalo 64 závodnic – Alena Benešová (*1998) z KPSP Kometa Brno obsadila dělené 34. místo a Lenka Štěrbová (*1994) z SCPA Pardubice 40. místo. V závodě na 25 km žen startovalo 20 závodnic – Lenka Štěrbová (*1994) z SCPA Pardubice obsadila 15. místo.
V závodě na 5 km mužů startovalo 61 závodníků – Matěj Kozubek (*1996) z TJ Bohemians Praha obsadil 4. místo a Vít Ingeduld (*1994) z KPSP Kometa Brno 30. místo. V plaveckém maratonu na 10 km mužů startovalo 74 závodníků – Matěj Kozubek (*1996) z TJ Bohemians Praha obsadil 16. místo a Vít Ingeduld (*1994) z KPSP Kometa Brno 41. místo.. V závodě na 25 km mužů startovalo 24 závodníků – Matěj Kozubek (*1996) z TJ Bohemians Praha obsadil 11. místo.

## Výsledky

### Individuální disciplíny
| Muži                      | Zlato                      | Zlato     | Stříbro                    | Stříbro   | Bronz                                      | Bronz     |
| ------------------------- | -------------------------- | --------- | -------------------------- | --------- | ------------------------------------------ | --------- |
| 5 km                      | Kristóf Rasovszky (HUN)    | 53:22,1   | Logan Fontaine (FRA)       | 53:32,2   | Eric Hedlin (CAN)                          | 53:32,4   |
| plavecký maraton na 10 km | Florian Wellbrock (GER)    | 1:47:55,9 | Marc-Antoine Olivier (FRA) | 1:47:56,1 | Rob Muffels (GER)                          | 1:47:57,4 |
| 25 km                     | Axel Reymond (FRA)         | 4:51:06,2 | Kirill Beljajev (RUS)      | 4:51:06,5 | Alessio Occhipinti (ITA)                   | 4:51:09,5 |
| Ženy                      | Zlato                      | Zlato     | Stříbro                    | Stříbro   | Bronz                                      | Bronz     |
| 5 km                      | Ana Marcela Cunhaová (BRA) | 57:56,0   | Aurélie Mullerová (FRA)    | 57:57,0   | Leonie Becková (GER) Hannah Mooreová (USA) | 57:58,0   |
| plavecký maraton na 10 km | Sin Sin (CHN)              | 1:54:47,2 | Haley Andersonová (USA)    | 1:54:48,1 | Rachele Bruniová (ITA)                     | 1:54:49,9 |
| 25 km                     | Ana Marcela Cunhaová (BRA) | 5:08:03,0 | Finnia Wunramová (GER)     | 5:08:11,6 | Lara Grangeonová (FRA)                     | 5:08:21,2 |

### Štafety
| Mix                      | Zlato                                                                   | Zlato   | Stříbro                                                                                            | Stříbro | Bronz                                                                                  | Bronz   |
| ------------------------ | ----------------------------------------------------------------------- | ------- | -------------------------------------------------------------------------------------------------- | ------- | -------------------------------------------------------------------------------------- | ------- |
| 4×1250 m smíšená štafeta | Německo (GER) (Lea Boyová, Sarah Köhlerová, Sören Meißner, Rob Muffels) | 53:58,7 | Itálie (ITA) (Rachele Bruniová, Giulia Gabbrielleschiová, Domenico Acerenza, Gregorio Paltrinieri) | 53:58,9 | USA (USA) (Haley Andersonová, Jordan Wilimovsky, Ashley Twichellová, Michael Brinegar) | 53:59,0 |

## Medailová bilance
V plavání na otevřené vodě se rozdělily celkem 7 sad medailí.
| Pořadí | Stát           |       | Muži    | Muži  | Muži  |         | Ženy  | Ženy  | Ženy    |       | Mix   | Mix     | Mix   |  | Muži + Ženy + Mix | Muži + Ženy + Mix | Muži + Ženy + Mix | Celkem |
| Pořadí | Stát           | Zlato | Stříbro | Bronz | Zlato | Stříbro | Bronz | Zlato | Stříbro | Bronz | Zlato | Stříbro | Bronz |  |                   |                   |                   | Celkem |
| ------ | -------------- | ----- | ------- | ----- | ----- | ------- | ----- | ----- | ------- | ----- | ----- | ------- | ----- |  | ----------------- | ----------------- | ----------------- | ------ |
| 1.     | Německo (GER)  |       | 1       | 0     | 1     |         | 0     | 1     | 1       |       | 1     | 0       | 0     |  | 2                 | 1                 | 2                 | 5      |
| 2.     | Brazílie (BRA) |       | 0       | 0     | 0     |         | 2     | 0     | 0       |       | 0     | 0       | 0     |  | 2                 | 0                 | 0                 | 2      |
| 3.     | Francie (FRA)  |       | 1       | 2     | 0     |         | 0     | 1     | 1       |       | 0     | 0       | 0     |  | 1                 | 3                 | 1                 | 5      |
| 4.     | Maďarsko (HUN) |       | 1       | 0     | 0     |         | 0     | 0     | 0       |       | 0     | 0       | 0     |  | 1                 | 0                 | 0                 | 1      |
| 4.     | Čína (CHN)     |       | 0       | 0     | 0     |         | 1     | 0     | 0       |       | 0     | 0       | 0     |  | 1                 | 0                 | 0                 | 1      |
| 6.     | USA (USA)      |       | 0       | 0     | 0     |         | 0     | 1     | 1       |       | 0     | 0       | 1     |  | 0                 | 1                 | 2                 | 3      |
| 6.     | Itálie (ITA)   |       | 0       | 0     | 1     |         | 0     | 0     | 1       |       | 0     | 1       | 0     |  | 0                 | 1                 | 2                 | 3      |
| 8.     | Kanada (CAN)   |       | 0       | 1     | 0     |         | 0     | 0     | 0       |       | 0     | 0       | 0     |  | 0                 | 1                 | 0                 | 1      |
| 9.     | Rusko (RUS)    |       | 0       | 0     | 1     |         | 0     | 0     | 0       |       | 0     | 0       | 0     |  | 0                 | 0                 | 1                 | 1      |
| Celkem | Celkem         |       | 3       | 3     | 3     |         | 3     | 3     | 4       |       | 1     | 1       | 1     |  | 7                 | 7                 | 8                 | 22     |